# Список полных кавалеров ордена Трудовой Славы/Ы
В настоящем списке представлены в алфавитном порядке полные кавалеры ордена Трудовой Славы, чьи фамилии начинаются с буквы «Ы». Список содержит информацию о датах Указов о присвоении звания, профессии награждённых, дате рождения и дате смерти. В настоящее время список не является завершённым и нуждается в дополнениях и уточнениях.
| № | Фамилия, имя, отчество | Годы жизни | Профессия                                                                 | Дата Указа и номер ордена                                                 | ГС |
| - | ---------------------- | ---------- | ------------------------------------------------------------------------- | ------------------------------------------------------------------------- | -- |
| 1 | Ыманалиев, Рысбек      | род. 1931  | Старший чабан колхоза имени Фрунзе Джаны-Джольского района Ошской области | 3 ст. 16.03.1981 № 471730 2 ст. 05.12.1985 № 24775 1 ст. 10.05.1988 № 609 |    |